# 精蛋白
精蛋白（Protamine）是一类结构简单的蛋白质，存在于成熟的精细胞中，与细胞核DNA结合在一起，如鱼精蛋白。呈碱性，富含碱性氨基酸，如Arg，不过缺少Trp和Tyr。精蛋白在精子生成的单倍体晚期会取代组蛋白。

## 分子式與分子量
精蛋白-1的分子式為：C264H454N128O65S7
精蛋白-2的分子式為：C497H821O136N219S5
分子量（g/mol）：
精蛋白-1：6685.80
精蛋白-2：12200.51

## 醫療用途
魚精蛋白單獨給藥具有抗凝血的作用。
若在胰島素中添加魚精蛋白，其起始時間（onset）會延後，但可延長其作用時間（duration）（參見中效胰島素）。
硫酸化魚精蛋白可逆轉肝素的抗凝血作用，作為其過量中毒之解毒劑。
1. ↑  https://www.uniprot.org/uniprotkb/P04553/entry
2. ↑  https://www.uniprot.org/uniprotkb/P04554/entry